# Урбана географија
Урбана географија је грана географије насеља, као саставног дела друштвене географије која проучава историју урбаних насеља, развој градова, урбану структуру, просторне обрасце који се појављују унутар града и урбане политике и проблеме. Такође, њен задатак је и да утврди утицај самог града на околину, људе које у њему живе и оне који у њега долазе. 
Урбани географи покушавају да разумеју зашто се градови налазе тамо где јесу, којој функцији служе, хијерархију која постоји међу њима и зашто се развијају с обликом који имају. Урбани географи обликују теоретску основу за бројне професије које међу осталима укључују урбано планирање, избор положаја самопослуга, развој некретнина, анализу криминала и логистичку анализу.